# Дрогобычская область
Дрого́бычская о́бласть (укр. Дрогобицька область) — административная единица на территории Украинской ССР, образованная 4 декабря 1939 года в результате присоединения к УССР западноукраинских земель после польского похода Красной армии. Включена в состав Львовской области в 1959 году.
Административный центр — город Дрогобыч.

## История
Область была создана Указом Президиума Верховного совета СССР от 4 декабря 1939 года. В её состав были включены город Дрогобыч и уезды: Дрогобычский (Дрогобыч), Добромильский (в новых границах, Добромиль), Жидэчувский (Жидэчув), Лисковский (в новых границах, Лиско), Мостисский (Мостиска), Перемышльский (Перемышль), Рудковский (Рудки), Самборский (Самбор), Стрыйский (Стрый), Туркский (Турка).
10 января 1940 года на политбюро ЦК КП(б)У был обсуждён вопрос создания, в том числе, районов Дрогобычской области, среди которых были: Бирчанский (с центром в с. Бирча), Бориславский (г. Борислав), Дрогобычский (г. Дрогобыч), Добромильский (г. Добромиль), Дублянский (с. Дубляны), Жидечувский (г. Жидечув, ныне Жидачов), Журавновский (с. Журавно), Комарновский (г. Комарно), Крукеницкий (с. Крукеница), Лавочнянский (с. Лавочное), Лисковский (г. Лиско), Николаевский (г. Николаев), Меденицкий (г. Меденица), Мостисский (г. Мостиск ныне Мостиска), Медыковский (с. Медыка), Ново-Стрелисский (г. Стрелиски Новые), Перемышльский (г. Перемышль), Подбужский (с. Подбуж), Рудковский (г. Рудки), Сколевский (г. Сколе), Стрыйский (г. Стрый), Судово-Вишнянский (г. Судовая Вишня), Стрелковский (с. Стрелки), Самборский (г. Самбор), Старо-Самборский (г. Старый Самбор), Турковский (г. Турка), Устрико-Дольновский (г. Устрики-Дольные), Хыровский (г. Хыров), Ходоровский (г. Ходоров), а также непосредственного подчинения городов Борислав, Дрогобыч, Перемышль, Самбор, Стрый Дрогобычскому областному исполнительному комитету.
17 января 1940 года Президиум Верховного Совета УССР издал указ о создании Дрогобычской области с утверждением состава её районов.
30 июня в Дрогобычской области сформировали областное правительство ОУН, и область вошла в состав УССД. Позже область вошла в УПА-Запад.
После оккупации немцами в 1941 году вошла в состав дистрикта Галиция.
В октябре 1944 года вся территория Дрогобычской области была освобождена от немцев, на её территории установлена советская власть.
Несколько раз менялись границы области:
- в марте 1945 года к Польше согласно советско-польским договорам отошли районы области:
  - Бирчанский район,
  - Лисковский район,
  - западная часть Перемышльского района (с городом Перемышль),
- в мае 1948 года к Польше отошёл Медыковский район,
- в 1951 году в соответствии с межправительственным соглашением к Польше отошёл Нижне-Устрицкий район[5] (всего Польше была передана территория размером 480 км² — в обмен на участок той же площади в Люблинском воеводстве[6]).

21 мая 1959 года Дрогобычская область была включена в состав Львовской области, образовав её южную половину.

## Состав
По состоянию на 1 сентября 1946 года в составе Дрогобычской области находилось:
- 4 города областного подчинения: Дрогобыч, Борислав, Самбор и Стрый;
- 13 городов районного подчинения: Добромиль, Жидачов, Комарно, Николаев, Мостиска, Нижне-Устрики (Нижние Устрики), Рудки, Сколе, Старый Самбор, Судовая Вишня, Турка, Хыров, Ходоров
- 27 сельских районов: Борынский, Добромильский, Дрогобычский, Дублянский, Жидачовский, Журавневский, Комарновский, Крукеницкий, Меденицкий, Медиковский, Николаевский, Мостисский, Нижанковичский, Нижне-Устрицкий, Новострилищанский, Подбужский, Рудковский, Самборский, Сколевский, Славский, Старосамборский, Стрыйский, Стрелковский, Судово-Вишнянский, Турковский, Хыровский и Ходоровский;
- 7 посёлков городского типа: Меденица, Нижанковичи, Новые Стрелища, Роздол, Старая Соль, Сходница, Трускавец;
- 672 сельских совета.

Всего в область входило 1139 населённых пунктов.
В 1956 году в область входило :
- 25 районов;
- 17 городов;
- 9 посёлков городского типа;
- 405 сельских советов.

## Население
В состоянии на 1956 год численность населения составляла 853 тысячи человек. Городское население в 1950 составляло 25 %.